# Лорето (Сакатекас, муниципалитет)
Лорето (исп. Municipio de Loreto) — населённый пункт и муниципалитет в Мексике, входит в штат Сакатекас. Население 43 411 человек.

## История
Город основан в 1931 году .